# Max Sefrin
Max Sefrin, né le 21 novembre 1913 à Stambach et mort le 10 août 2000 est un homme politique est-allemand. Il est ministre de la Santé de 1958 à 1971.
Il est également député à la Chambre du peuple à partir de 1952.

## Décorations
- Ordre du Mérite patriotique (RDA)
- Étoile de l'amitié des peuples (RDA)

## Sources
- (de) Cet article est partiellement ou en totalité issu de l’article de Wikipédia en allemand intitulé « Max Sefrin » (voir la liste des auteurs).